# Xinzo de Limia
Xinzo de Limia település Spanyolországban, Ourense tartományban. Xinzo de Limia Rairiz de Veiga, Vilar de Santos, Sandiás, Xunqueira de Ambía, Sarreaus, Trasmiras, Cualedro, Baltar, Os Blancos és Porqueira községekkel határos. Lakosainak száma 9632 fő (2024).

## Népesség
A település népessége az elmúlt években az alábbi módon változott:
| Lakosok száma | 9836 | 9869 | 10 022 | 10 161 | 10 358 | 10 200 | 9875 | 9715 | 9611 | 9632 |
|               | 2001 | 2004 | 2007   | 2009   | 2012   | 2014   | 2017 | 2019 | 2022 | 2024 |